# Jacques Dumas-Lairolle
Pour les articles homonymes, voir Dumas et Jacques Dumas.
Jacques Dumas-Lairolle, né le 20 juillet 1926 à Nice (Alpes-Maritimes) et mort le 27 février 2008 dans la même ville, est un avocat  et homme politique français.

## Détail des fonctions et des mandats

### Mandat parlementaire
- 26 octobre 1977 - 2 avril 1978 : Député de la 3e circonscription des Alpes-Maritimes (élu comme suppléant de Fernand Icart entré au gouvernement)

### Mandat départemental
- 1979 - 1985 : Conseiller général du canton de Nice-8 (successeur de Fernand Icart, prédécesseur de Christian Estrosi)

Jacques Dumas-Lairolle est également adjoint au maire de Nice, chargé de l'environnement.